# Ардахан (вилает)
Ардахан (на турски: Ardahan) е вилает в Североизточна Турция. Граничи с Грузия и Армения. Административен център на вилаета е едноименния град Ардахан.
Вилает Ардахан е с население от 119 172 жители (оценка от 2006 г.) и обща площ от 5661 кв. км. Разделен е на 6 общини.

## Население
Численост на населението според преброяванията през годините:
| Година | Численост |
| 1990   | 163 731   |
| 2000   | 133 756   |
| 2011   | 107 776   |